# Могила (област Стара Загора)
 Тази статия е за селото в област Стара Загора.  За други значения вижте Могила (пояснение).  
Могѝла е село в Южна България, община Стара Загора, област Стара Загора.

## География
Село Могила се намира на около 6 km югоизточно от областния и общински център Стара Загора. Разположено е в Старозагорското поле на Горнотракийската низина, върху равен терен. Климатът е преходно-континентален. Почвите в землището са преобладаващо лесивирани и наносни, планосоли. Надморската височина в центъра на селото е около 154 m. През селото протича извиращата от Сърнена Средна гора река Бедечка, ляв приток на река Ракитница.
През село Могила минава второкласният републикански път II-57, водещ на запад към Стара Загора, а на изток през село Сърнево към град Раднево. Общински път води от Могила на север през село Преславен до връзка с второкласния републикански път II-66 (Стара Загора – Нова Загора), а на юг – през селата Малко Кадиево и Загоре до връзка с първокласния републикански път I-5 и автомагистрала „Тракия“.
Землището на село Могила граничи със землищата на: село Преславен на север и изток; село Малко Кадиево на юг; град Стара Загора на запад.
Етническият състав на населението на село Могила по численост и дял на етническите групи според преброяването през 2011 г. е:
| Етнически групи     | Численост | Дял (в %) |
| Общо                | 744       | 100       |
| Българи             | 654       | 87,90     |
| Турци               | ...       | ...       |
| Цигани              | ...       | ...       |
| Други               | 3         | 0,40      |
| Не се самоопределят | ...       | ...       |
| Не отговорили       | 86        | 11,56     |

Към 15 март 1924 г. в село Могила има регистрирани: 712 души по постоянен адрес; 863 души по настоящ адрес; 557 души по постоянен и настоящ адрес в същото населено място.
Числеността на населението на село Могила по данните от преброяванията от 1934 г. насам се променя както следва:
| \| Година на преброяване \| Численост \| \| --------------------- \| --------- \| \| 1934 \| 766 \| \| 1946 \| 908 \| \| 1956 \| 749 \| \| 1965 \| 717 \| \| 1975 \| 805 \| \| 1985 \| 766 \| \| 1992 \| 704 \| \| 2001 \| 753 \| \| 2011 \| 744 \| \| 2021 \| 812 \| |           |
| Година на преброяване | Численост |
| 1934 | 766       |
| 1946 | 908       |
| 1956 | 749       |
| 1965 | 717       |
| 1975 | 805       |
| 1985 | 766       |
| 1992 | 704       |
| 2001 | 753       |
| 2011 | 744       |
| 2021 | 812       |

## История
След Руско-турската война 1877 – 1878 г. по Берлинския договор 1878 г. село Могила – и тогава със същото име, остава в Източна Румелия; присъединено е към България след Съединението 1885 г.
През турско време селото е създадено в основата си от четири чифлика собственост на турци. Основната работна ръка са били овчари и ратаи българи. По-късно са се преселили българи от съседните села. Главният поминък на населението е бил земеделие и животновъдство. С обявяване на Руско-Турската война турците започнали гонение на българите. След Освобождението чифликчийските имоти в с. Могила се разпаднали. Турците започнали да разпродават имотите си на безценица. Занаятчии почти нямало в селото. През 1879 година се построява първото училище, сградата била построена от жителите но селото. Читалището е основано на 1 февруари 1930 година. Кооперация „Златна поляна“ е основана от четирима инициатори, жители на селото. Във Втората световна война вземат участие повече от 30 души. Двама от тях Георги Минчев и Димо Динев загиват за освобождението на Унгария. Културно-просветната дейност след 9 септември 1944 година е голяма. Художественият и театрален колектив развиват богата дейност. Направен е голям парк в центъра на селото, изгради се и водоснабдяването.

## Обществени институции
Село Могила към 2025 г. е център на кметство Могила.
В село Могила към 2025 г. има:
- действащо читалище „Свети Климент Охридски-1930“;[12][13]
- православна църква „Свети Великомъченик Георги Победоносец“;[14]
- пощенска станция.[15]

## Редовни събития
Основните дейности на читалището са библиотечната, организирането и отразяването на национални празници, годишнини и юбилеи. Ежегодно се организират и провеждат различни традиционни празници, като: 24 май – Ден на Славянобългарската писменост и култура, Празник на културния дом – Читалището, 1 юни – Ден на детето, 1 октомври – Ден на възрастните хора, 1 ноември – Ден на народните будители, 24 декември – Коледуване, 1 януари – Сурвакане, 21 януари – Бабинден, 14 февруари – Зарязване на лозето, 1 март – Баба Марта – ден на самодееца, април – Лазаруване и 6 май – „Зелен, зелен Гергьовден“ – празник на село Могила.